# Институт Лауе-Ланжевен
Институтът „Лауе-Ланжевен“ (на френски: Institut Laue-Langevin) е европейски научен институт, разположен в Гренобъл, основан през 1967 от Франция и Германия. По-късно към него се присъединяват още 11 европейски държави. Носи името на големите физици Макс фон Лауе и Пол Ланжевен.
Намира се в Гренобъл, недалеч от Европейския център за синхротронна радиация и едно от звената на Европейската лаборатория за молекулярна биология.
В института се намира ядрен реактор, който е в състояние да произведе мощен сноп от неутрони, чрез който се изследват някои свойства на материята. Множеството научни инструменти, разположени около реактора, намират приложение в различни области на науката, от фундаменталната физика до биологията.
В института работят около 70 научни работници, 20 докторанти, 200 технически работници и др. За година се посещава от около 2000 учени от различни европейски държави, като разпределението на времето за използване на съоръжението, по националности, зависи от годишния принос на съответната държава в бюджета на организацията.